# リーガロイヤルホテル広島
リーガロイヤルホテル広島（リーガロイヤルホテルひろしま）は、広島県広島市中区基町にあるリーガロイヤルホテルグループのホテルである。

## 概要
1994年（平成6年）4月25日開業した高級タワーホテルである。
商業ビルである基町クレドの主要テナントとして入居しており、構造は地上35階・地下2階建て、高さは150mある。
客室は486室あり、スイートルームが用意されている。当ホテルは広島における迎賓館として利用されており、来県する貴賓がここに泊まる事が多い。
また、1994年アジア競技大会（広島アジア大会）ではここに大会本部が置かれたことでも知られている。
2020年4月30日 - 5月1日には、広島県議会の臨時会本会議が開催された。これは議事堂が耐震工事で使用不可能になったためであり、県庁に近く2019新型コロナウイルス対策が図れる広さを有する施設として選ばれたもの。

## 経営主体
株式会社リーガロイヤルホテル広島
大阪に本社のある『株式会社ロイヤルホテル』の子会社である。1996年（平成8年）に、同じ系列でかつて新広島ホテルの経営主体であった『株式会社広島グランドホテル』を吸収合併している。現在の法人は2017年（平成29年）9月1日に設立された2代目で、初代法人は株式会社RRHHへ商号変更され、2017年（平成29年）12月5日に広島地方裁判所から特別清算開始決定を受けた。

## テナント
- オールデイダイニング　ルオーレ 1階
- バー コルンバ 2階
- 日本料理 なにわ 6階
- 鉄板焼 なにわ 6階
- 居酒屋 酒仙 6階
- 中国料理 龍鳳 6階
- スカイラウンジ リーガトップ 33階
- レストラン シャンボール 33階

## 沿革
- 1955年3月4日 - 株式会社新大阪ホテル(現・株式会社リーガロイヤルホテル)の系列会社である、株式会社新広島ホテルの運営のもと、新広島ホテルが開業する。
- 1962年5月25日 - 株式会社新広島ホテル系列の 広島グランドホテル が開業する。
- 1973年5月31日 - 新広島ホテルが18年の歴史に幕を下ろし閉館する。
- 1992年9月26日 - 株式会社リーガロイヤルホテル広島（初代）が設立される。
- 1994年4月25日 - 商業ビル『基町クレド』の主要テナントとして、同ビル内に『リーガロイヤルホテル広島』 が開業する。
- 1994年10月 - 『広島グランドホテル』が32年の歴史に幕を下ろし閉館する。これに伴い多数の従業員が、リーガロイヤルホテル系列の『リーガロイヤルホテル広島』で再雇用(継続雇用)される。
- 1996年 - 1994年に閉館した広島グランドホテル の経営主体であった 株式会社広島グランドホテルを、株式会社リーガロイヤルホテル が吸収合併する。
- 2017年
  - 9月1日 - 株式会社リーガロイヤルホテル広島（初代）の会社分割を実施。運営を新設された株式会社リーガロイヤルホテル広島（2代）へ譲渡。株式会社リーガロイヤルホテル広島（初代）は株式会社RRHHへ商号変更[3]。
  - 9月30日 - 株式会社RRHHが解散。
  - 12月5日 - 株式会社RRHHが広島地方裁判所から特別清算開始決定を受ける[3]。